# Renato Cajá
Renato Cajá (Cajazeiras, Brasil, 15 de septiembre de 1985) es un futbolista brasileño que juega de mediapunta y su equipo es el Floresta E. C. de la Serie C de Brasil.

## Selección nacional
Ha sido internacional con la Selección de fútbol de Brasil, ha jugado 2 partidos internacionales.

## Clubes
| Club                       | País                   | Año       |
| -------------------------- | ---------------------- | --------- |
| Mogi Mirim E. C.           | Brasil                 | 2003-05   |
| Ferroviária-SP             | Brasil                 | 2006      |
| E. C. Juventude            | Brasil                 | 2007      |
| A. A. Ponte Preta          | Brasil                 | 2008      |
| Al-Ittihad J. C.           | Arabia Saudita         | 2009      |
| Grêmio                     | Brasil                 | 2009      |
| Botafogo F. R.             | Brasil                 | 2010-11   |
| Guangzhou Evergrande F. C. | China                  | 2011      |
| A. A. Ponte Preta          | Brasil                 | 2011-12   |
| Kashima Antlers            | Japón                  | 2012      |
| E. C. Vitória              | Brasil                 | 2013      |
| Bursaspor K. D.            | Turquía                | 2014      |
| A. A. Ponte Preta          | Brasil                 | 2014-15   |
| Sharjah F. C.              | Emiratos Árabes Unidos | 2015-16   |
| E. C. Bahia                | Brasil                 | 2016-17   |
| A. A. Ponte Preta          | Brasil                 | 2017      |
| Goiás E. C.                | Brasil                 | 2018      |
| E. C. Juventude            | Brasil                 | 2019-21   |
| Ferroviária-SP             | Brasil                 | 2021-22   |
| CSA                        | Brasil                 | 2022      |
| A. A. Inter de Limeira     | Brasil                 | 2022      |
| Floresta E. C.             | Brasil                 | 2022-act. |